# Die heilige Frau Kummernis
Die heilige Frau Kummernis (Originalschreibweise: Die heilige Frau Kummerniß) ist eine Legende (ATU 706D). Sie stand in den Kinder- und Hausmärchen der Brüder Grimm nur im zweiten Teil der 1. Auflage von 1815 (da Nr. 66) an Stelle 152 (KHM 152a) und stammt aus Andreas Strobls Ovum paschale oder Neugefärbte Oster-Ayr von 1700.

## Inhalt
Eine Jungfrau will aus Frömmigkeit nicht heiraten. Ihr Vater will sie zwingen. Sie bittet Gott um einen Bart. Sie wird gekreuzigt und eine Heilige.
Als ein Spielmann vor ihrem Bild kniet, lässt sie einen Goldschuh fallen. Er wird des Diebstahls bezichtigt, darf aber trotzdem noch einmal zu ihr. Sobald er geigt, fällt auch der zweite Schuh. Er ist unschuldig.

## Herkunft
Wilhelm Grimm übernahm die Legende von Andreas Strobl. Später veröffentlichten die Brüder Grimm sie in Deutsche Sagen als Die Jungfrau mit dem Bart (Nr. 330) nach Johannes Praetorius. Der Märchenforscher Hans-Jörg Uther schreibt: „Die Legende von der Kümmernis ist erstmals um 1200 im Venusmirakel Tumbeor Nostre Dame bezeugt, das Spielmannswunder selbst Ende des 14. Jahrhunderts in den Niederlanden.“ Sie wurde u. a. von Justinus Kerner dichterisch gestaltet (Der Geiger zu Gmünd, 1816). KHM 139 Dat Mäken von Brakel ist ein Schwank auf dergleichen ikonische Mythen. Zur Eingangshandlung vgl. KHM 65 Allerleirauh.